# Nowa Jabłona
Nowa Jabłona – wieś w Polsce, położona w województwie lubuskim, w powiecie żagańskim, w gminie Niegosławice.
W latach 1975–1998 wieś administracyjnie należała do województwa zielonogórskiego.

## Nazwa
Nazwa miejscowości wywodzi się od nazwy drzewa owocowego jabłoni. W kronice łacińskiej Liber fundationis episcopatus Vratislaviensis (pol. Księga uposażeń biskupstwa wrocławskiego) spisanej za czasów biskupa Henryka z Wierzbna w latach 1295-1305 miejscowość wymieniona jest w zlatynizowanej formie nova Jablona.

## Integralne części wsi
| SIMC    | Nazwa     | Rodzaj     |
| ------- | --------- | ---------- |
| 0911990 | Nowy Dwór | przysiółek |
| 0912008 | Pustkowie | przysiółek |

## Zabytki
- kościół filialny pod wezwaniem św. Jadwigi, z XV-XVI wieku, XIX wieku.